# Маргарет Сейнт Клеър
Маргарет Сейнт Клеър (на английски: Margaret St. Clair) е американска писателка на бестселъри в жанра научна фантастика. Пише и под псевдонимите Идрис Сийбрайт (на английски: Idris Seabright) и Уилтън Хазард (на английски: Wilton Hazzard).

## Биография и творчество
Маргарет Нийли Сейнт Клеър е родена на 17 февруари 1911 г. в Хъчинсън, Канзас, САЩ.
Учи в Университета на Калифорния в Бъркли, където през 1934 г. се дипломира с магистърска степен по гръцко класическо изкуство. Докато учи в университета се запознава със съпруга си Ерик Сейнт Клеър, който е лаборант в катедрата по физика. Сключват брак през 1932 г. Двамата нямат деца.
След дипломирането си става домакиня, с изключение на кратък период в края на 30-те години, когато работи в семейната фирма за отглеждане на редки луковици.
Започва да пише в началото на 40-те години. Първият ѝ научнофантастичен разказ „Rocket to Limbo“ излиза през 1946 г. в списание „Fantastic Adventures“, с което започва активния ѝ творчески период. В началото на 60-те години Маргарет Сейнт Клеър спира да пише разкази, а в началото на 70-те години се оттегля от творческата си дейност. Тя е едно от големите, но недооценени имена в жанра на научната фантастика. Автор е общо на 8 романа и 91 разказа.
Освен да пише нейните интереси са включвали магьосничество, нудизъм и феминистки изяви.
Маргарет Сейнт Клеър умира на 22 ноември 1995 г. в Санта Роса, Калифорния.

## Произведения

### Самостоятелни романи
- The Green Queen (1956)
- Agent of the Unknown (1956)
- The Games of Neith (1960)
- Sign of the Labrys (1963)
- Message from the Eocene (1964)
- The Dolphins of Altair (1967)
- The Shadow People (1969)
- The Dancers of Noyo (1973)

### Сборници разкази
- Three Worlds of Futurity (1964)
- Change the Sky: And Other Stories (1974)
- The Best of Margaret St.Clair (1985)

### Разкази (частично)
- The Perfectionist (1946)
Перфектционистка, изд. Списание „Върколак“, 1999 г., брой 6, прев. Григор Попхристов
- Aleph Sub One (1948)
- Child of Void (1949)
- The Gardener (1949)
- Idris' Pig (1949)
- The Boy Who Predicted Earthquakes (1950)
- The Everlasting Food (1950)
- Age of Prophecy (1951)
- Brightness Falls from the Air (1951)
- The Little Red Owl (1951)
- The Man Who Sold Rope to the Gnoles (1951)
- Marriage Manual (1951)
- Then Fly Our Greetings (1951)
- The Causes (1952) – като Идрис Сийбрайт
- An Egg a Month from All Over (1952) – като Идрис Сийбрайт
- Horrer Howce (1952)
- The Island of the Hands (1952)
- Prott (1952)
- The Altruists (1953)
- The Goddess on the Street Corner (1953)
- Thirsty God (1953)
- Brenda (1954)
- The Rages (1954)
- Short in the Chest (1954) – като Идрис Сийбрайт
- Asking (1955)
- Change the Sky (1955)
- Fort Iron (1955)
- Lazarus (1955)
- Beaulieu (1957)
- The Death of Each Day (1957)
- The Wines of Earth (1957) – като Идрис Сийбрайт
- Graveyard Shift (1959)
- The House in Bel Aire (1961)
- An Old-Fashioned Bird Christmas (1961)
- Stawdust (1961)
- Roberta (1962)

### Антологии с включени разкази на Маргарет Сейнт Клеър
- Best SF (1955)
- Alfred Hitchcock Presents (1957)
- Stories of Suspense (1963)
- I Can't Sleep at Night (1966)
- Tomorrow's Children (1966)
- The Freak Show (1970)
- Weird Tales Volume 2 (1976)
- Roots of Evil (1976) – издадена и като „Weird Stories of Supernatural Plants“
- Haunted Houses: The Greatest Stories (1983)
- 100 Great Fantasy Short Short Stories (1984)
- Rod Serling's Night Gallery Reader (1987)
- Nursery Crimes (1993)
- Christmas Magic (1994)
- New Eves: Science Fiction About the Extraordinary Women of Today and Tomorrow (1994)
- The Science Fiction Century (1997)
- The Mammoth Book of Fantasy All-Time Greats (1998) – издадена и като „The Fantasy Hall of Fame“

### Филмография
- 1961 Thriller (1961) – ТВ сериал
- 1971 Rod Serling's Night Gallery – ТВ сериал

### Книги за Маргарет Сейнт Клеър
- Margaret St. Clair (1997) – от Фил Стивънсън-Пейн и Гордън Бенсън-младши